# Peter Kauzer
Peter Kauzer, slovenski kajakaš na divjih vodah, * 8. september 1983, Trbovlje.
Kauzer je za Slovenijo nastopil na Poletnih olimpijskih igrah 2008 v Pekingu, kjer je v slalomu zmagal v kvalifikacijah. V polfinalu je do polovice proge vodil z veliko prednostjo, nato pa po hudi napaki v spodnjem delu proge osvojil 13. mesto in se ni uvrstil v finale. 
Na svetovnem prvenstvu leta 2006 je osvojil osmo mesto, na evropskem prvenstvu 2008 pa peto. Svetovni prvak je postal leta 2009 z zmago na tekmi v La Seu d'Urgellu (Španija). Bil je tudi član slovenske ekipe, ki je na svetovnem prvenstvu leta 2005 osvojila bronasto medaljo, bila leta 2007 peta in leta 2008 četrta. 
Na evropskem prvenstvu 2010 je postal evropski prvak. Na svetovnem prvenstvu v Bratislavi avgusta 2011 pa je že drugič postal svetovni prvak, pred rojakom Juretom Megličem. V letih 2009, 2011 in 2015 je v disciplini K1 osvojil svetovni pokal, skupno je v isti disciplini dosegel 13 zmag. Leta 2011 je bil razglašen za Slovenskega športnika leta.
Na svojem tretjem olimpijskem nastopu v Riu 2016 si je priboril srebrno olimpijsko medaljo. Za 17 stotink ga je prehitel Britanec Joseph Clarke. Na svetovnem prvenstvu v francoskem Pau septembra leta 2017 je osvojil dve bronasti medalji. Najprej prvo na moštveni tekmi, in nato še na posamični. Med posamezniki je bil med najhitrejšimi kljub dotiku in kazenskem pribitku, kar pa je bilo vseeno dovolj za tretje mesto in novo kolajno.

## Galerija
- Kauzer leta 2011.
- Kauzer v Makedoniji.
- Kauzer na progi v Tacnu 8. julija 2007.